# Patto Iberico
Il Patto Iberico (Pacto Ibérico) o Patto Peninsulare, formalmente Trattato di amicizia e non aggressione tra Portogallo e Spagna, è stato un patto di non aggressione firmato a Lisbona, pochi giorni prima della fine della guerra civile spagnola, il 17 marzo 1939 dal primo ministro portoghese António de Oliveira Salazar, in rappresentanza del Portogallo, e dall'ambasciatore Nicolás Franco, in rappresentanza della Spagna. Il trattato fu ratificato il 25 marzo 1939.
Il Patto Iberico segnò l'inizio di una nuova fase nelle relazioni iberiche e gli incontri regolari tra Franco e Salazar giocarono un ruolo fondamentale nel nuovo assetto politico. Il patto si rivelò uno strumento decisivo per tenere la penisola iberica fuori dal sistema continentale hitleriano.
Un protocollo aggiuntivo al patto fu firmato il 29 luglio 1940, dopo la caduta della Francia. Nel 1948 e nel 1958 il patto fu rinnovato e ampliato.

## Sfondo
Il trattato fu concepito negli ultimi mesi della guerra civile spagnola. Il Portogallo garantiva il sostegno al governo ribelle nazionalista di Burgos durante la guerra, forniva il supporto diplomatico nella Società delle Nazioni e consentì a 18.000 volontari portoghesi di unirsi all'esercito ribelle. Il primo ministro portoghese António de Oliveira Salazar vedeva Francisco Franco come uno spirito affine, con entrambi i leader autocratici e contrari alla Spagna repubblicana socialista. Salazar cercò anche di rendere il suo paese meno dipendente dal Regno Unito e così il Patto iberico fu uno dei tanti trattati firmati tra il Portogallo e le potenze straniere, tra cui la Germania nazista e l'Italia fascista, come mezzo per espandere l'influenza portoghese. Infine, il Portogallo era preoccupato per le ambizioni della Spagna, repubblicana o nazionalista, di attaccare il Portogallo o Gibilterra controllata dagli inglesi.
La Spagna era motivata dal suo desiderio di rimanere neutrale in quella che vedeva come un'inevitabile guerra futura tra Regno Unito e Germania, e sperava che un trattato avrebbe sganciato il Portogallo dall'influenza britannica. La Spagna era disposta a espellere i suoi volontari stranieri per garantire tale neutralità.
Il 16 settembre 1938, sullo sfondo della crisi di Monaco, la Spagna franchista chiese se il Portogallo fosse disposto a negoziare un trattato di sicurezza reciproca. Il 19 settembre fu proposto un patto di non aggressione e il 28 fu consegnata una bozza di trattato dall'ambasciatore Nicolás Franco al governo portoghese. Dopo la fine dell'offensiva in Catalogna, Salazar chiese a Luís Teixeira de Sampaio di scrivere un progetto di trattato più ampio ed equilibrato, che fu proposto all'ambasciatore spagnolo il 9 febbraio 1939. Quella versione divenne il trattato.

## Articoli
- L'articolo 1 stabiliva che le parti avrebbero rispettato i reciproci confini e territori e non avrebbero condotto atti di aggressione l'una contro l'altra.
- L'articolo 2 stabiliva che le parti non avrebbero assistito gli aggressori che agivano l'uno contro l'altro.
- L'articolo 3 stabiliva che le parti non avrebbero stipulato patti o alleanze con altre potenze che si minacciassero a vicenda.
- L'articolo 4 stabiliva che se una parte avesse stipulato un patto o un'alleanza con un'altra potenza, il trattato sarebbe rimasto in vigore.
- L'articolo 5 fissava la durata del trattato a dieci anni e delineava un processo di estensione a intervalli di dieci anni.
- L'articolo 6 stabiliva che il trattato non sarebbe entrato in vigore fino a quando non fosse avvenuto uno scambio di ratifiche.[6][9]

## Conseguenze
Il Patto Iberico dichiarava il rispetto reciproco dei confini e dei territori e dichiarava che l'assistenza sarebbe stata negata agli aggressori delle nazioni firmatarie. Il patto non metteva in discussione le precedenti alleanze, come l'Alleanza anglo-portoghese, e stabiliva che futuri patti o alleanze avrebbero salvaguardato gli interessi e la neutralità iberici in caso di una guerra generale europea. Il patto fu originariamente previsto per una durata di dieci anni, ma l'articolo 5 previde proroghe per ulteriori periodi di dieci anni.
Il patto fu evidenziato quando la Spagna, abbandonando la neutralità precedentemente promessa al Portogallo, affrontò lo status di potenza non belligerante e invase la Zona internazionale di Tangeri.

## Aggiornamenti
In seguito a ciò e alla caduta della Francia, il 29 luglio 1940 fu firmato un protocollo aggiuntivo al patto, che rafforzava gli aspetti di neutralità del trattato e richiedeva consultazioni e sincronizzazione delle strategie per garantire la protezione degli interessi comuni. Nel dicembre 1942, mentre l'esito della guerra sembrava essersi rivolto a favore degli alleati, il ministro degli Esteri spagnolo Francisco Gómez-Jordana Sousa annunciò il Blocco iberico, cercando di mantenere la neutralità di Spagna e Portogallo. Durante la seconda guerra mondiale, il patto fu un fattore significativo nel consentire alla Spagna di resistere alle pressioni della Germania e dell'Italia di unirsi alle potenze dell'Asse e concesse al Portogallo maggiore libertà per quanto riguardava la sua alleanza con la Gran Bretagna.
Il 20 settembre 1948, dopo i negoziati tra Nicolás Franco e José Caeiro da Mata, il patto fu rinnovato e ampliato in una mossa che fu vista come una vittoria per la diplomazia spagnola in quanto dimostrò che la Spagna non era sola nel dopoguerra, e che l'adesione portoghese alla NATO, che era allora in fase di negoziazione, non metteva in discussione il patto.
Nel 1958 il patto fu ampliato in un trattato di mutua difesa.
Il patto fu ampliato e rinnovato nel 1970.  Nel marzo 1975, dopo la Rivoluzione dei garofani in Portogallo, António de Spínola tentò di invocare il patto per chiedere l'intervento spagnolo. Questo venne rifiutato da Franco.
Il Patto Iberico fu sostituito nel 1977 dal Trattato di amicizia e cooperazione tra Spagna e Portogallo dopo che entrambi i paesi divennero delle democrazie.

### Esplicative
1. ↑  In spagnolo: Tratado de Amistad y No Agresión entre Portugal y España, in portoghese: Tratado de Amizade e Não Agressão entre Portugal e Espanha.

### Bibliografiche
1. ↑   Affari esteri, Associazione italiana per gli studi di politica estera, 1969,  p. 136.
2. ↑   Civitas, Edizioni Civitas, 1970,  p. 71.
3. ↑   Relazioni internazionali, Istituto per gli studi di politica internazionale, 1969,  p. 561.
4. 1 2 3   Maria Inácia Rezola, The Franco–Salazar Meetings: Foreign policy and Iberian relations during the Dictatorships (1942–1963), su www.brown.edu, E-Journal of Portuguese History (2008) 6#2,  pp. 1-11.
5. ↑  (EN) Samuel Hoare e Samuel John Gurney Hoare Templewood (Viscount), Ambassador on Special Mission, Collins, 1946,  p. 58.
6. 1 2 3 4 5   Charles R. Halstead, Peninsular Purpose: Portugal and ITS 1939 Treaty of Friendship and Non-Aggression with Spain, in Il Politico, vol. 45, n. 2, 1980,  pp. 287-311.
7. ↑  (EN) Six centuries of Iberian rivalry. Portugal in the shadow of Spain – PortVitoria, su portvitoria.com.
8. ↑   Geopolítica crítica: el Pacto Ibérico de 1939, su www.ub.edu.
9. 1 2  JOSÉ SEBASTIAN, DE ERICE, Espana y Portugal. pp. 215–223.
10. ↑   Pacto Ibérico, su mx.encarta.msn.com (archiviato dall'url originale il 10 novembre 2007).
11. 1 2 3 4   The Franco–Salazar Meetings: Foreign policy and Iberian relations during the Dictatorships (1942-1963) (PDF), su brown.edu, e-Journal of Portuguese History. 2.,  p. 4.
12. ↑  (EN) NEUTRALITY PACT MADE BY IBERIANS; Spanish Foreign Minister Gets Portugal to Join Bloc to Keep Them Out of War WORLD INFLUENCE SOUGHT Axis Propaganda Shifts From Picturing a Bellicose Spain, Linked to the Axis, in The New York Times, 21 dicembre 1942.
13. ↑   Lynne Booker, Portugal's role in the Spanish Civil War, su algarvehistoryassociation.com. URL consultato il 29 novembre 2022 (archiviato il 21 febbraio 2018).
14. ↑  (EN) Eugene K. Keefe, Area Handbook for Spain, U.S. Government Printing Office, 1976,  p. 367, ISBN 978-0-16-001567-0.
15. ↑  (EN) Portugal and Spain Renew Iberian Pact, in The New York Times, 24 maggio 1970. URL consultato il 29 novembre 2022.
16. ↑  (EN) Richard Gillespie, Fernando Rodrigo e Jonathan Story, Democratic Spain: Reshaping External Relations in a Changing World, Routledge, 22 giugno 2005,  p. 27, ISBN 978-1-134-82940-8.
17. ↑  (EN) John Chipman, NATO's Southern Allies: Internal and External Challenges, Routledge, 14 gennaio 2004,  p. 117, ISBN 978-1-134-98774-0.